# Шадринка (Новоандреевское сельское поселение)
Шадринка — упразднённая деревня в Сладковском районе Тюменской области. Входила в состав Новоандреевского сельского поселения. В 2008 году исключена из учётных данных, в связи с прекращением существования.

## География
Располагалась на северо-восточном берегу озера Шадрино, на расстоянии примерно 9 километров (по прямой) к юго-западу от деревни Новоандреевка.

## История
До 1917 года входила в состав Маслянской волости Ишимского уезда Тюменской губернии. По данным на 1926 год деревня Шадрино состояла из 56 хозяйств. В административном отношении входила в состав Станиченского сельсовета Сладковского района Ишимского округа Уральской области.

## Население
| 1989 | 2002 |
| ---- | ---- |
| 70   | ↘23  |

По данным переписи 1926 года в деревне проживало 262 человека (113 мужчин и 149 женщин), в том числе: русские составляли 96 % населения, латыши — 4 %.